# فارشانت
فارشانت (به آلمانی: Farchant) یک شهر در آلمان است که در بایرن واقع شده‌است.

## خصوصیات
فارشانت ۲۵٫۷۶ کیلومترمربع مساحت دارد ۶۷۲ متر بالاتر از سطح دریا واقع شده‌است.